# Centro Cívico (premetro de Buenos Aires)
Centro Cívico Lugano es una estación tranviaria del premetro que forma parte de la red de subterráneos de Buenos Aires. Pertenece al ramal que une la estación Intendente Saguier con esta misma estación. Posee un solo andén.Al 2 de abril de 2024, la estación está siendo remodelada.

## Inauguración
Se inauguró el 27 de agosto de 1987, junto con las otras estaciones del Premetro.

## Ubicación
Se ubica en la avenida Soldado de la Frontera y la calle Conrado General Villegas, en el barrio porteño de Villa Lugano. Está dentro del Barrio General de División Manuel Nicolás Savio. En las cercanías de la estación se encuentra el Registro Civil de Centro Cívico, que sirve a los barrios de Villa Lugano y Mataderos, y la Dirección General de Tránsito del gobierno de la Ciudad.

## Imágenes

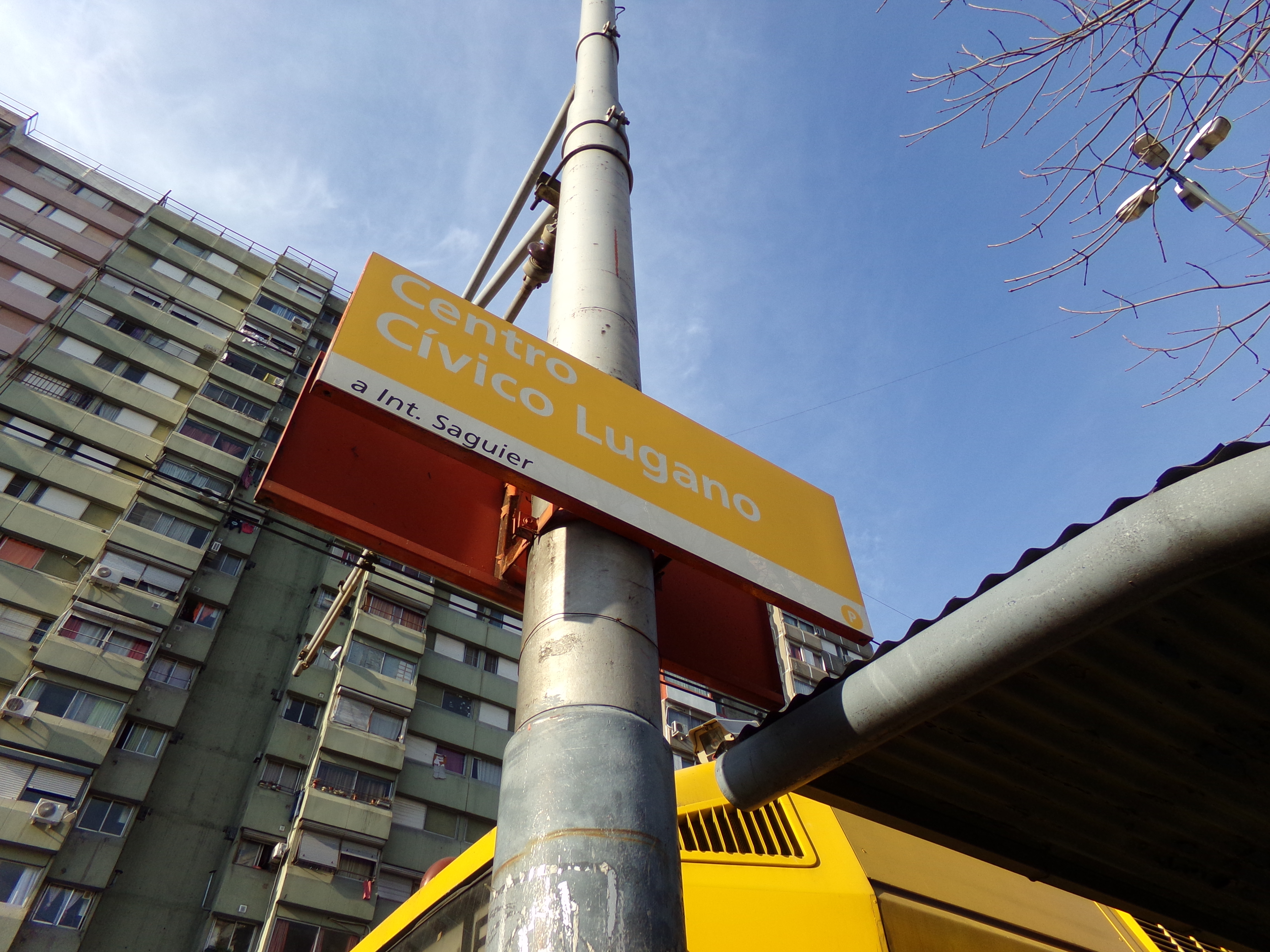
Señalética.
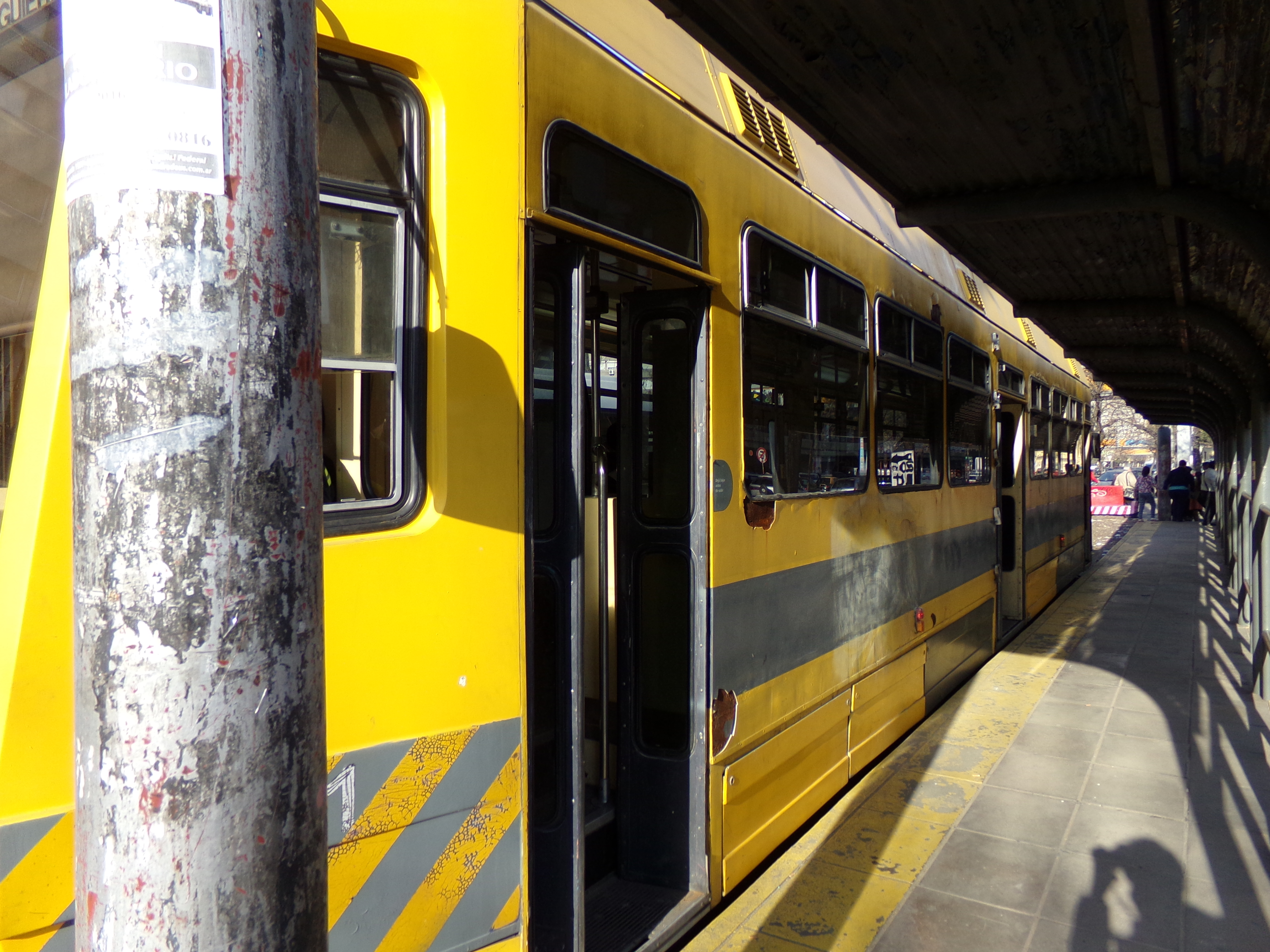
Coche en la estación.
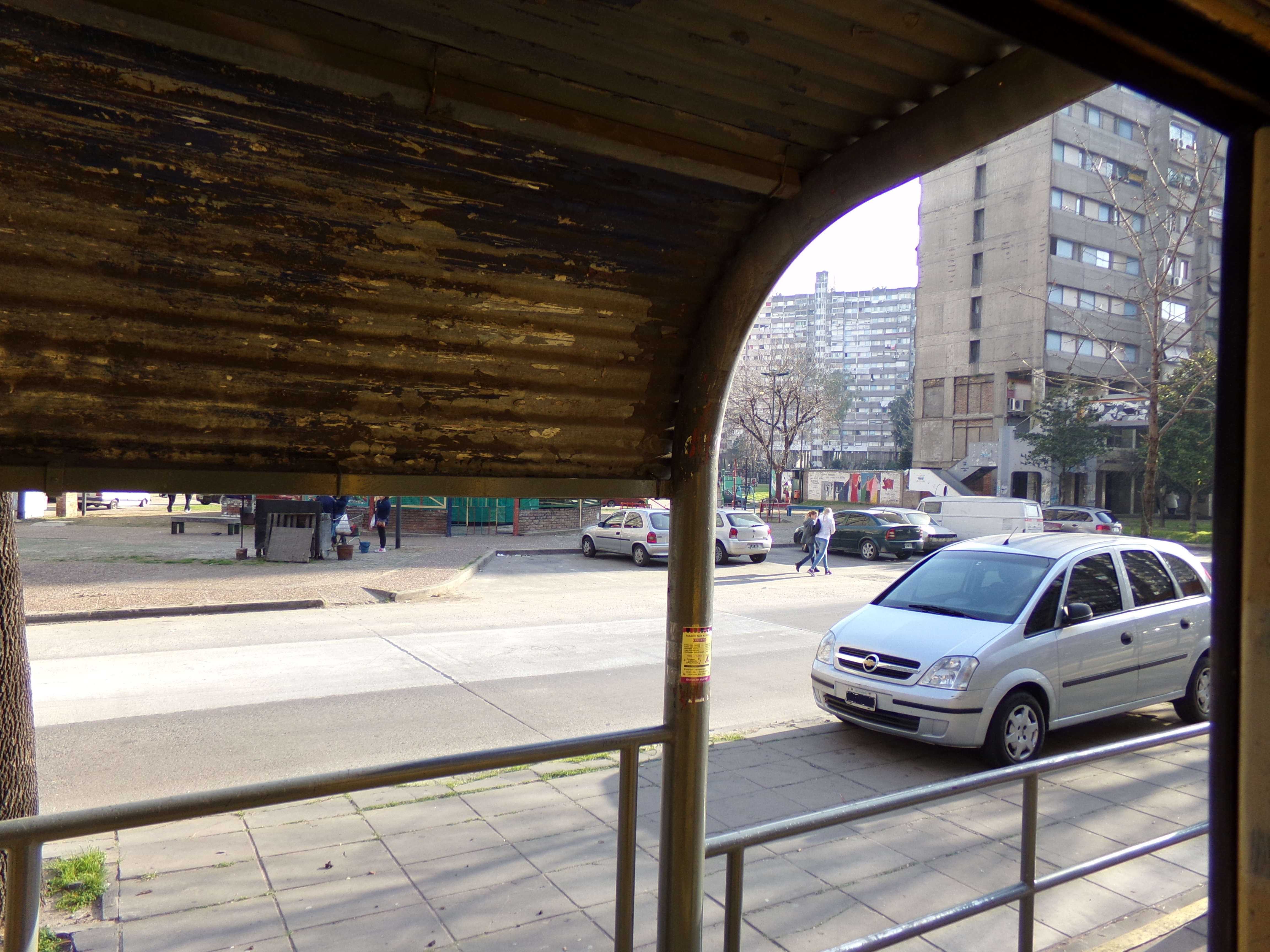
Extremo del andén.